# Albrecht z Kounic
Albrecht Vincenc hrabě z Kounic (německy Albrecht Vinzenc Graf von Kaunitz, 28. června 1829 Praha – 24. ledna 1897 Praha) byl český šlechtic a politik z významného rodu Kouniců. Po vymření moravské rodové větve sloučil v jedné osobě dědictví české a moravské větve a spravoval rozsáhlý majetek v severních Čechách a na jižní Moravě. Proslul též jako mecenáš umění.

## Život a veřejné aktivity
Narodil se v Praze jako nejstarší syn hraběte Michaela Karla z Kounic (1803–1852) a jeho manželky Eleonory, rozené hraběnky Voračické (1809–1898), která proslula jako známá vlastenka. Albrecht měl devět mladších sourozenců, z nichž nejvýznamnější byl nejmladší Václav (1848–1913), významná osobnost českého kulturního a společenského života přelomu 19. a 20. století.
Původně sloužil v armádě, kde dosáhl hodnosti nadporučíka, poté byl jmenován c.k. komořím a čestným rytířem Maltézského řádu. V roce 1861 se jako majitel fideikomisu stal dědičným členem rakouské panské sněmovny, v letech 1861–1867 byl zároveň poslancem moravského zemského sněmu. Zde patřil ke stoupencům strany konzervativního velkostatku, jako politik se ale příliš neangažoval.
Po rodičích zdědil lásku k umění a sám se pokoušel uplatnit jako amatérský malíř. V letech 1871–1888 byl prezidentem Společnosti přátel umění a na její činnost každoročně finančně přispíval. Obrazy nakupoval i jako soukromník a rozšířil tak rodovou sbírku na zámku ve Slavkově. Jako mecenáš podporoval také školy a chudé studenty, po smrti syna Karla například bohatě obdaroval českou průmyslovou školu v Brně.

## Majetkové poměry a rodina

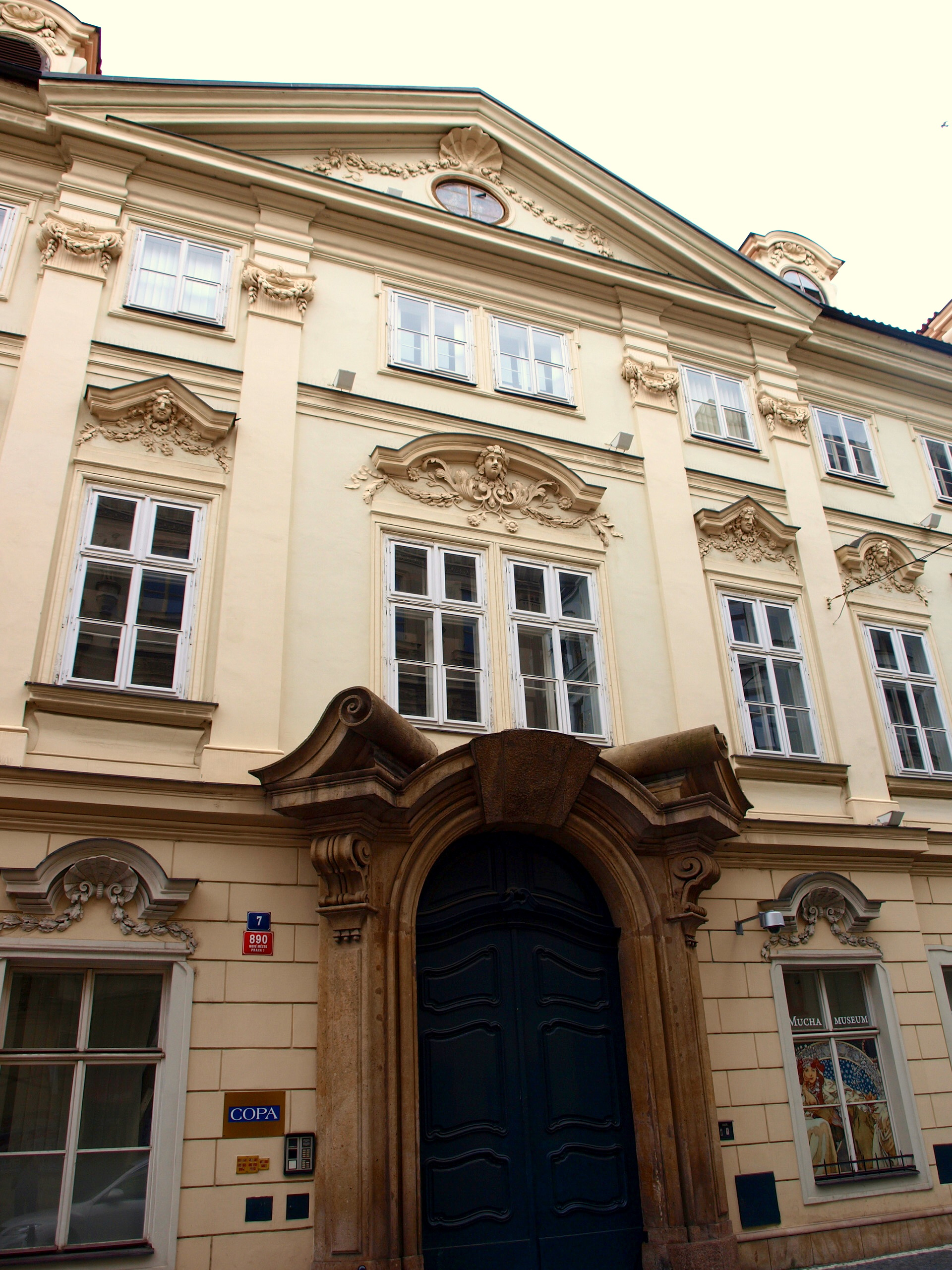
Kounický palác v Praze

Po otcově smrti zdědil v roce 1852 majetek v severních Čechách představovaný velkostatky Nový Zámek, Česká Lípa, Houska a Březno. Po vymření moravské větve Kouniců uplatnil nárok na její majetek na Moravě, po soudním sporu pak v roce 1862 převzal Slavkov a Uherský Brod. Nepodařilo se mu ale obhájit nárok na další statky moravských Kouniců (Jaroměřice nad Rokytnou), které nakonec připadly Bruntálským z Vrbna. Nějakou dobu s rodinou trvale žil ve Slavkově a věnoval se správě jihomoravských statků, nechal například postavit novou sýpku v Uherském Brodě. V Čechách a na Moravě vlastnil pozemky o celkové rozloze přes 22 000 hektarů. Mimoto v roce 1861 koupil v Praze palác na Novém Městě, který je od té doby známý jako Kounický.
V roce 1854 se v Praze oženil s hraběnkou Alžbětou Felicitas Thun-Hohensteinovou (1831–1910) z benátecké větve Thunů. Z jejich manželství pocházely čtyři děti, starší syn Vilém Michal Leopold (1859–1860) zemřel v dětském věku, mladší syn Karel Vilém (1861–1888) působil v diplomacii jako attaché v Londýně, zemřel ale taktéž předčasně na infarkt. Mladší dcera Eleonora (1862–1936) byla manželkou uherského magnáta hraběte Gézy Andrássyho (1856–1938). Starší dcera Marie (1855–1918) byla manželkou prince Egona Hohenlohe-Waldenburg-Schillingsfürst (1853–1896) a po otci zdědila severočeský majetek (Nový Zámek, Houska). Na počátku 20. století bylo zřejmé, že rod Kouniců je odsouzen k vymření, proto princezna Marie Hohenlohe požádala v roce 1904 pro své děti o rozšíření jména do podoby Hohenlohe-Waldenburg-Schillingsfürst-Kaunitz. Tato aliance zanikla již v následující generací úmrtím jejích bezdětných synů.
Zemřel následkem mrtvice v Kounickém paláci v Praze a pohřben byl v rodové hrobce ve Slavkově. Statky v severních Čechách zdědila dcera Marie, provdaná Hohenlohe, majetek na jižní Moravě převzal nejmladší bratr Václav.